# Obergeislbach
Obergeislbach ist ein Gemeindeteil von Lengdorf im Landkreis Erding in Oberbayern.

## Geografie

Geislbach östlich der Straßenbrücke im Ort

Das Kirchdorf liegt zwei Kilometer nordwestlich von Lengdorf. Der Geislbach fließt am südlichen Dorfrand vorbei und mündet fünf Kilometer südöstlich in die Isen.

## Geschichte
Seit den bayerischen Gemeindegründungen im frühen 19. Jahrhundert war Obergeislbach ein Gemeindeteil von Matzbach. Am 1. Mai 1978 wurde diese im Zuge der Gemeindegebietsreform aufgelöst, Obergeislbach kam zur Gemeinde Lengdorf.

## Baudenkmäler
Die Filialkirche St. Johannes der Täufer ist ein romanischer Saalbau mit eingezogenem Rechteckchor: Der Westturm mit Zwiebelhaube stammt zum größten Teil aus dem 12./13. Jahrhundert und wurde in spätgotischer Zeit erhöht. Der barocke Turmoberbau wurde um 1700 ergänzt.

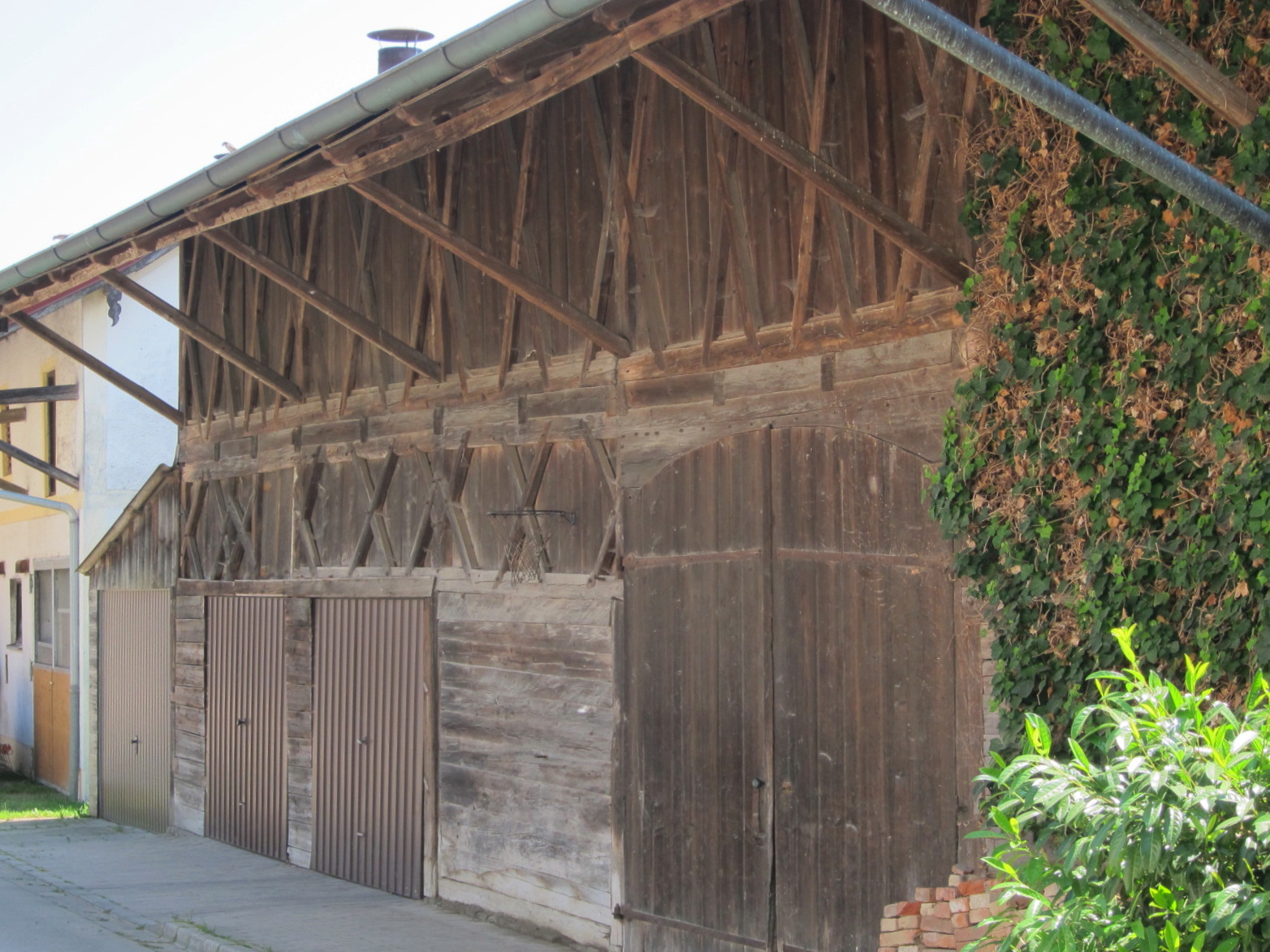
Denkmalgeschützter Stadel

Unter Denkmalschutz steht auch ein Stadel aus der Mitte des 19. Jahrhunderts, ein Ständerbau mit Bohlenwänden, Satteldach und zweigeteilter Bundwerkzone.

## Verkehr
Zwei Kilometer östlich des Ortes liegt der Bahnhof Thann-Matzbach. Die Bundesautobahn 94 verläuft drei Kilometer südlich.